# جی دی پاور و شرکا
جی دی پاور و شرکا (به انگلیسی: J. D. Power and Associates) یک مؤسسهٔ خدماتی آماری است که در سال ۱۹۶۸ توسط جیمز دیوید پاور سوم تأسیس شد. جی دی پاور در سال ۲۰۰۲ موفق به دریافت ایزو ۹۰۰۱ شد. مقر آن در تاوزند اوکس کالیفرنیا است.
این مؤسسه مطالعات آماری رضایت مشتری دربارهٔ کیفیت کالا و رفتار خریدار برای صنایع مختلف از صنعت خودرو گرفته تا بازاریابی و بنگاه‌های تبلیغاتی انجام می‌دهد.
این مؤسسه برای نظرسنجیهای رضایت مشتری که روی کیفیت خودروهای نو و قابل اعتماد بودن آنها با گذشت زمان انجام می‌دهد، معروف است.

## نظرسنجی‌های خودرو

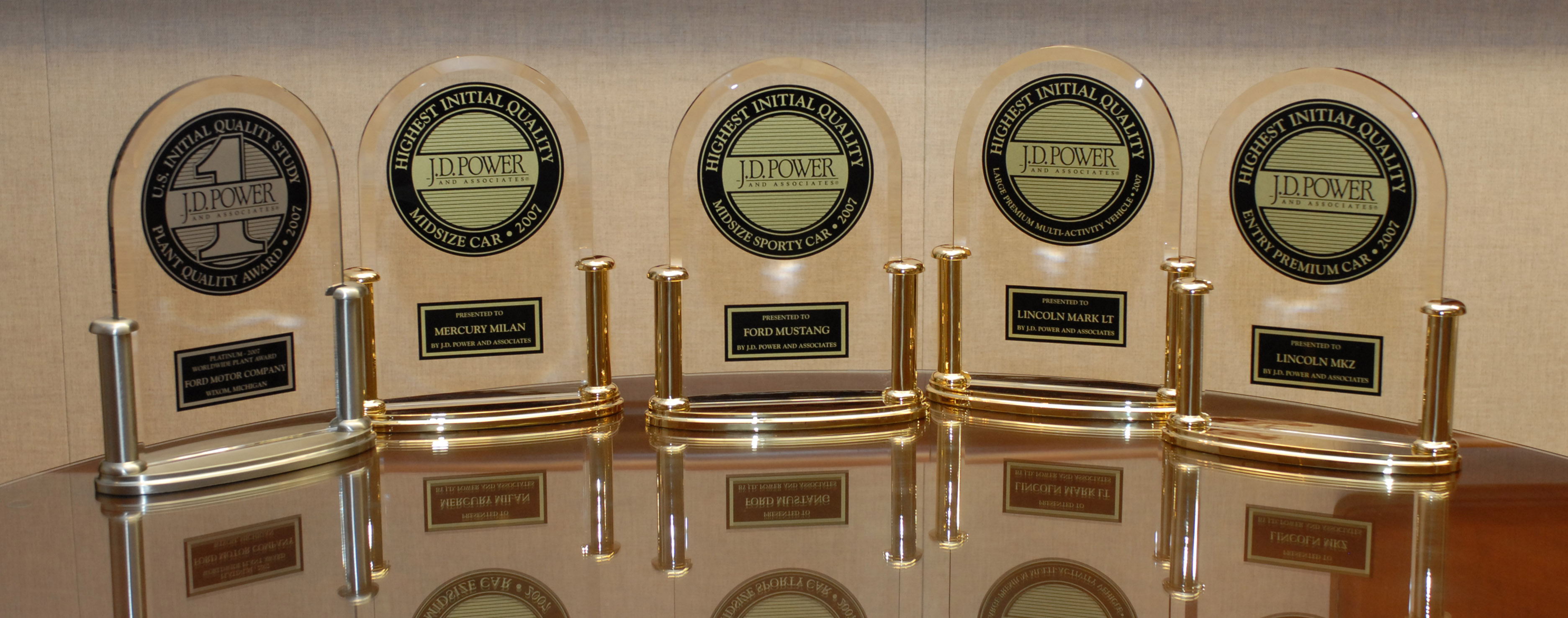
مجموعهٔ جوایز اهدایی جی دی پاور به فورد در سال ۲۰۰۷

بررسی قابل اعتماد بودن خودرو (به انگلیسی: Vehicle Dependability Study (به اختصار VDS)) یک مقیاس اندازه‌گیری ایرادها و اشکالاتی است که بعد از گذشت سه سال از مالکیت و استفادهٔ خودرو پیش می‌آید، درحالی‌که بررسی کیفیت اولیه (به انگلیسی: Initial Quality Study (به اختصار IQS)) مقیاس سنجش ایرادها و اشکالاتی است که در حین ۹۰ روز اول مالکیت و استفادهٔ خودرو پیش می‌آید.
مشکلات گزارش‌شده از سوی مردم از خرابی موتور و اشکالات جعبه‌دنده شروع می‌شود و تا پوسته‌کردن رنگ و اشکالات کوچک الکترونیک را شامل می‌شود.

### نظرسنجی سال ۲۰۱۲ خودروهای کارکردهٔ مدل ۲۰۰۹
مؤسسهٔ جی‌دی پاور و شرکا از ۳۱٬۰۰۰ نفر دارندگان خودروهای مدل ۲۰۰۹ در زمینهٔ قابل اعتماد بودن خودروهایشان پس از ۳ سال استفاده، تحقیق به‌عمل آورد. نتایج این تحقیقات با شعار صدای مشتری روز چهارشنبه ۱۵ فوریهٔ ۲۰۱۲ اعلام شد. بیشرین شکایات در مجموع گزارشات انواع خودروها، سر و صدای باد و صدای ترمز است.
میانگین ایرادات صنعت خودروی سال ۲۰۰۹، تعداد ۱۳۲ ایراد در هر ۱۰۰ خودرو است که نسبت به دورهٔ قبل ۱۳ درصد بهبود یافته‌است. این عدد، همچنین بالاترین متوسط در طول همهٔ سال‌های این نظرسنجی است که از سال ۱۹۹۰ شروع شده‌است. نتایج از آنجا جالب و شگفت‌آور است که ۲۰۰۹ سال آشفتگی و بحران صنعت خودروسازی ایالات متحده است که در آن جنرال موتورز و کرایسلر ورشکست شدند و فروش خودرو به‌دلیل رکود به پایین‌ترین حد خود در طول ۳۰ سال رسید.
در کل، لکسوس قابل اعتمادترین برند شناخته شد. برای هر ۱۰۰ لکسوس، تنها ۸۶ ایراد گزارش شد. در مقابل، دارندگان کرایسلر، ۱۹۲ ایراد برای هر ۱۰۰ خودروی کرایسلر گزارش کردند. کرایسلر، داج، جیپ، رم، و جگوار بدترین بازخورد مردم را داشتند.
از ۳۲ برند نظرسنجی‌شده، ۲۵ برند نسبت به دورهٔ پیش بهبود نشان داده‌اند؛ اما لینکلن (برند لوکس فورد)، اکورا (برند لوکس هوندا)، کیا، اینفینیتی (برند لوکس نیسان)، رم (برند وانت‌های کرایسلر/داج)، و جگوار نسبت به گذشته افت کیفیت داشته‌اند.
در مجموع ۱۴ رده‌بندی کلاس خودروها، گروه تویوتا با بیشترین تعداد، یعنی ۸ خودرو، در صدر جدول قابل اعتمادها قرار گرفت:
- تویوتا یاریس—قابل اعتمادترین خودروی جمع و جور
- تویوتا پریوس—قابل اعتمادترین خودروی کوچک
- سایون ایکس‌بی—قابل اعتمادترین خودروی همه‌کارهٔ کوچک
- سایون تی‌سی—قابل اعتمادترین خودروی اسپرت کوچک
- لکسوس ئی‌اس ۳۵۰—قابل اعتمادترین خودروی لوکس اندازه متوسط (امتیاز مساوی با لینکلن ام‌کی‌زی)
- لکسوس آرایکس ۳۵۰—قابل اعتمادترین کراس‌اُور اس‌یووی لوکس اندازه متوسط
- تویوتا سینا—قابل اعتمادترین ون اندازه متوسط
- تویوتا توندرا—قابل اعتمادترین وانت